# Hypopomus artedi
Genre
Espèce
Hypopomus artedi est une espèce de poissons de la famille des Hypopomidae, la seule du genre Hypopomus  (monotypique).

## Distribution
Cette espèce se rencontre au Brésil, en Guyane, au Suriname, au Guyana et en Argentine.

## Description
C'est un poisson électrique.

## Publications originales
- Kaup, 1856 : Catalogue of the apodal fish in the collection of the British Museum. London, p. 1-163.
- Gill, 1864 : Several points in ichthyology and conchology. Proceedings of the Academy of Natural Sciences of Philadelphia, vol. 16, n. 3, p. 151-152.